# Великий рибосомний білок P1
Великий рибосомний білок P1 (англ. Ribosomal protein lateral stalk subunit P1) – білок, який кодується геном RPLP1, розташованим у людей на короткому плечі 15-ї хромосоми.  Довжина поліпептидного ланцюга білка становить 114 амінокислот, а молекулярна маса — 11 514.
| 10         |  | 20         |  | 30         |  | 40         |  | 50         |
| ---------- |  | ---------- |  | ---------- |  | ---------- |  | ---------- |
| MASVSELACI |  | YSALILHDDE |  | VTVTEDKINA |  | LIKAAGVNVE |  | PFWPGLFAKA |
| LANVNIGSLI |  | CNVGAGGPAP |  | AAGAAPAGGP |  | APSTAAAPAE |  | EKKVEAKKEE |
| SEESDDDMGF |  | GLFD       |  |            |  |            |  |            |

A: Аланін

C: Цистеїн

D: Аспарагінова кислота

E: Глутамінова кислота

F: Фенілаланін

G: Гліцин

H: Гістидин

I: Ізолейцин

K: Лізин

L: Лейцин

M: Метіонін

N: Аспарагін

P: Пролін

S: Серин

T: Треонін

V: Валін

W: Триптофан

Цей білок за функціями належить до рибонуклеопротеїнів, рибосомних білків. 